# دریاچه گالیچسکویه
دریاچه گالیچسکویه (انگلیسی: Lake Galichskoye) یک دریاچه در استان کوسترومای کشور روسیه است.